# Noah Eile
Noah Eile (Lund, 19 luglio 2002) è un calciatore svedese, difensore dei N.Y. Red Bulls.

## Carriera

### Club
Cresciuto nel settore giovanile del Malmö FF, debutta in prima squadra il 21 agosto 2021, in occasione dell'incontro di Allsvenskan vinto per 3-0 contro il Degerfors. Il mese successivo ha anche esordito nelle competizioni europee, disputando l'incontro della fase a gironi di Champions League perso per 4-0 contro lo Zenit San Pietroburgo.
Il 10 gennaio 2022 viene ceduto in prestito al Mjällby con cui disputa 22 partite di campionato, tutte da titolare. L'8 marzo 2023 viene annunciata l'estensione del prestito al Mjällby anche per la stagione 2023.
Dopo i due campionati trascorsi in prestito, nel gennaio 2024 viene ceduto a titolo definitivo ai New York Red Bulls, che lo acquistano per una cifra non ufficializzata ma quantificata dai media in 10 milioni di corone svedesi. Poche settimane prima lo stesso club aveva annunciato l'arrivo del connazionale Emil Forsberg. 

### Nazionale
Ha rappresentato le nazionali giovanili svedesi Under-17, Under-19 e Under-21.

## Statistiche

### Presenze e reti nei club
Statistiche aggiornate al 21 novembre 2022.
| Stagione        | Squadra         | Campionato      | Campionato | Campionato | Coppe nazionali | Coppe nazionali | Coppe nazionali | Coppe continentali | Coppe continentali | Coppe continentali | Altre coppe | Altre coppe | Altre coppe | Totale | Totale |
| Stagione        | Squadra         | Comp            | Pres       | Reti       | Comp            | Pres            | Reti            | Comp               | Pres               | Reti               | Comp        | Pres        | Reti        | Pres   | Reti   |
| --------------- | --------------- | --------------- | ---------- | ---------- | --------------- | --------------- | --------------- | ------------------ | ------------------ | ------------------ | ----------- | ----------- | ----------- | ------ | ------ |
| 2021            | Malmö FF        | A               | 3          | 0          |                 | -               | -               | UCL                | 1                  | 0                  |             | -           | -           | 4      | 0      |
| 2022            | Mjällby         | A               | 22         | 0          | CS+CS           | 3+1             | 0               |                    | -                  | -                  |             | -           | -           | 26     | 0      |
| Totale carriera | Totale carriera | Totale carriera | 25         | 0          |                 | 4               | 0               |                    | 1                  | 0                  |             | -           | -           | 30     | 0      |

## Palmarès

### Club

#### Competizioni nazionali
- Campionato svedese: 1

Malmö FF: 2021